# Enneapterygius senoui
Enneapterygius senoui és una espècie de peix de la família dels tripterígids i de l'ordre dels perciformes.

## Morfologia
- Els mascles poden assolir 2,7 cm de longitud total.[3][4]

## Hàbitat
És un peix marí de clima temperat que viu entre 3-11 m de fondària.

## Distribució geogràfica
Es troba al Japó.